# چارلز سایفرس
چارلز سایفرس (انگلیسی: Charles Cyphers؛ ۲۸ ژوئیهٔ ۱۹۳۹ – ۴ اوت ۲۰۲۴) یک هنرپیشه اهل ایالات متحده آمریکا بود.‌

## گزیده فیلمشناسی
از فیلم‌ها یا برنامه‌های تلویزیونی که وی در آن نقش داشته است می‌توان به آثار زیر اشاره کرد.
- خرس خاکستری (فیلم ۱۹۷۶) (۱۹۷۶)
- حمله به کلانتری ۱۳ (فیلم ۱۹۷۶) (۱۹۷۶)
- مک‌آرتور (فیلم) (۱۹۷۷)
- بازگشت به وطن (۱۹۷۸)
- هالووین (فیلم ۱۹۷۸) (۱۹۷۸)
- گری لیدی غرق شد (۱۹۷۸)
- الویس (فیلم ۱۹۷۹) (۱۹۷۹)
- مه (فیلم ۱۹۸۰) (۱۹۸۰)
- فرار از نیویورک (۱۹۸۱)
- مرد هانکی‌تانک (۱۹۸۲)
- مکعب درخشان (۱۹۸۹)
- جرم بحرانی (فیلم) (۲۰۰۱)
- ماخ ۲ (فیلم) (۲۰۰۱)